# 파커 브라더스
파커 브라더스(영어: Parker Brothers)는 미국의 완구·게임 회사이다. 모노폴리의 초기 발매처로도 알려져 있다.